# Џон Кери
Џон Форбс Кери (енгл. John Forbes Kerry; Орора, Колорадо, 11. децембар 1943) је амерички политичар и бивши државни секретар. Кери је дуго био старији сенатор САД из Масачусетса. Кери је сенатор од 2. јануара 1985, и по дужини мандата је тренутно на десетом месту у Сенату. Претходно је у Масачусетсу био помоћник окружног тужиоца и вицегувернер у администрацији Мајкла Дукакиса. Био је кандидат за председника САД испред Демократске странке на изборима 2004, али је изгубио од Џорџа В. Буша.
У почетку је подржавао инвазију на Ирак из 2003, али је касније постао велики противник тог рата. Своју председничку кампању из 2004. је темељио на противљењу рату у Ираку, међутим Буш је победио освојивши 34 електорска гласа више. Кери је 2009. постао председник Сенатског одбора за спољне послове, а 2011. је именован у Заједнички изабрани одбор за смањење дефицита.